# Puente de Wandsworth
El puente de Wandsworth cruza el río Támesis en el oeste de Londres. La carretera A217 lo atraviesa en dos las áreas de Battersea cerca de la estación de Wandsworth Town, en el municipio de Wandsworth al sur del río, las áreas de Sands End y Parsons Green, en el municipio de Hammersmith y Fulham en el lado norte.
El primer puente que se ubicó en esa situación era un puente de peaje construido por Julian Tolmé en 1873, con la expectativa que la estación terminal Hammersmith & City Line sería construida en la orilla norte, provocando pues un gran incremento en la cantidad de personas queriendo cruzar el río a este punto. La estación terminal del ferrocarril no fue construida, y problemas con el drenaje en el camino al puente dificultaba el acceso de vehículos. El puente Wandsworth no llegó a ser rentable económicamente y en 1880 fue tomado como propiedad pública y sin peaje. El puente de Tolmé era estrecho y demasiado débil para llevar autobuses y en 1926 una Comisión real recomendó su reemplazo. 
En 1937 el puente diseñado por Tolmé fue demolido. El puente actual, un puente en ménsula de acero sin adornos, diseñado por Sir Thomas Peirson Frank, fue abierto en 1940. Al momento de su apertura fue pintado en tonalidades de azul mate como camuflaje contra ataques aéreos; colores que todavía conserva. A pesar de ser uno de los puentes más ocupados en Londres, llevando más de 50,000 vehículos diariamente, el puente Wandsworth ha sido descrito como «el puente menos notorio en Londres».

## Antecedentes
A pesar de estar separados por el Río Támesis, Fulham en la orilla norte y Wandsworth en la orilla sur, siempre estuvieron aislados uno del otro; los puntos más cercanos de cruce eran el Puente Putney al oeste y el Puente de Battersea al este, ambos a más de una milla de Wandsworth. El rápido pero estrecho río Wandle en Wandsworth estaba bien situado para el manejo de molinos de agua, llevando al crecimiento rápido de la industria en el área durante el siglo XIX. El Puente de Ferrocarril de Battersea abrió  en 1863 cerca pero como la población local creció y el área urbanizada empezó a avanzar durante el siglo XIX, la presión de los residentes locales y comercios para la construcción de un puente carretero incrementó
En 1864, se esperaba que la línea de ferrocarril de Hammersmith and City construyera su estación terminal en la orilla norte del río entre Chelsea y Fulham. En 1864, en anticipación de la nueva línea de ferrocarril, se generó una alta demanda de cruce del río, un Acta de Parlamento fue aprobada para permitir a la Compañía de Puentes de Wandsworth construir un puente, que fuese financiado por peaje, con la condición de que el puente sería de al menos 12 metros de ancho y cruzara el río con no más de tres luces Rowland Mason Ordish diseñó un puente basado en el principio Ordish-Lefeuvre para cumplir con las especificaciones del Acta, con un diseño similar al cercano Puente Albert (también suyo). El puente Wandsworth y el puente Albert fueron autorizados en el mismo día, y fueron los últimos puentes privados de peaje autorizados en Londres

## Puente de 1873

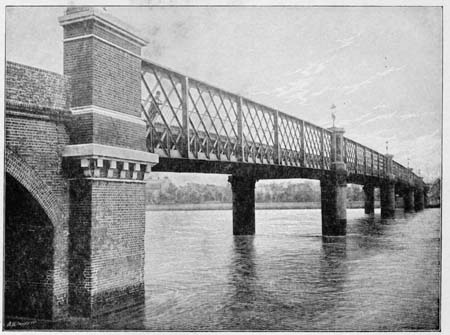
El primer Puente Wandsworth.

La compañía era incapaz de financiar la construcción del diseño del Ordish, y en 1870 una nueva acta parlamentaria fue aprobada, dándole a la compañía el permiso para construir un puente de 30 pies (9.1 metros) de ancho, cruzando el río con 5 luces. Se le pidió a Ordish hacer un puente más barato con las nuevas especificaciones pero se negó a cambiar el diseño, entonces Julian Tolmé tomó su lugar como diseñador. Tolmé diseñó un puente estilo «armadura de celosía», duro y funcional hecho de hierro forjado. Costó £40,000 (aproximadamente £3.2 millones en 2016) en su construcción, y consistió en cinco luces idénticas, soportados por cuatro pares de pilares de acero relleno de concreto; cada uno de éstos fue sumergido 4.3 metros dentro del cauce del río. El puente esperaba abrirse a principios de 1873, pero los trabajadores se fueron a huelga, y una tercera acta parlamentaria fue necesaria para darle a  la compañía el tiempo para resolver la disputa y completar el proyecto.
El puente Wandsworth fue abierto formalmente en una pequeña ceremonia en 1873, y un bufet de celebración fue ofrecido en el bar cercano, Spread Eagle. Una estructura utilitaria hecha de materiales desiguales comprados por su bajo costo, el nuevo puente provocó respuestas poco entusiastas. Illustrated London News  remarcó al momento de su apertura «No se hizo un intento de lograr un efecto arquitectónico, con la estructura siendo sustancial en vez de ornamental». Se cobraba una cuota de medio £sd a los peatones y 6£sd a los coches.
En 1867 el ferrocarril antiguamente independiente de Hammersmith and City fue absorbido por el Metropolitan Railway Trains y Great Western Railway, y de ahí en adelante operado por Metropolitan Railway Trains. El proyecto de la estación terminal en Fulham fue abandonado, y en su lugar la vía giraba al oeste en Hammersmith empleando las vías de la empresa London and South Western Railway en dirección a Richmond. A pesar de que la estación de ferrocarril de Wandsworth Town, cerca de la orilla del sur, había provisto de conexiones directas hacia Londres desde 1846, tla falta apertura de conexiones en el lado norte de la bahía significaba que el área en el lado de Fulham seguía subdesarrollada, y el uso del puente era poco. El diseño de Tolmé no era suficientemente robusto para soportar vehículos pesados y problemas de drenaje en el camino cercano desanimaba a los vehículos a usar el puente Wandsworth.

### Apropiación Pública
El puente Wandsworth nunca recolectó suficientes peajes para cubrir los costos de reparaciones y mantenimiento. En 1877, el Acta de Peajes de Puentes de Metrópolis fue aprobada, y en 1880 el puente Wandsworth, junto con otros puentes en Londres, fue convertido en propiedad pública por parte de la Junta de Obras Metropolitana. A pesar de las pérdidas a través de su tiempo de vida, la Junta de Obras pagó £53,313 (aproximadamente 4.5 millones de libras en 2016) por el puente, y un incremento sustancial al costo de construcción de £40,000. El 26 de junio de 1880 Edward, el príncipe de Gales presidió con una ceremonia aboliendo las cuotas de los tres puentes.
Para cuando fue tomado como propiedad pública, el puente estaba en muy mala condición. En 1891 se introdujo el límite de peso de 5 toneladas, y en 1897 fue impuesto un límite de velocidad de 10mph (16 km/h). Con su estrechez y con las restricciones de peso, a este punto ya era un puente peatonal. Por estos mismos problemas y restricciones no podría llevar autobuses, y por ello una comisión royal recomendó su reemplazo y el Ayuntamiento Londres aceptó financiar un nuevo puente en el sitio. En 1928 se decidió darle prioridad a ensanchar el Puente Putney, el cual era más usado, y el reemplazo del Puente Wandsworth fue postergado.

## Puente de 1940
En 1935, el Ministerio de Transporte acordó financiar el 60% de los £503,000 proyectados como costo del reemplazo del puente, y el Ayuntamiento de Londres aprobó un nuevo diseño, por Sir Thomas Peirson Frank, para un puente de tres luces en ménsula con 18 metros de anchura, permitiendo dos carriles en cada dirección de tráfico, y diseñado para permitirle ensanchar hasta 24 metros si fuese necesario. el diseño destacaba en tener curvas bajas distintivas, con la intención de reflejar las riberas bajas en el área. El diseño fue presentado a la Royal Fine Art Commission para su aprobación, con una nota de presentación que decía «en el diseño del puente se ha llevado una simplicidad severa de tratamiento, expresada en una técnica esencialmente relacionada con el material propuesto para su construcción». A pesar de que la comisión manifestó su preocupación de que el puente pudiera ser muy angosto, el diseño fue aprobado. La obra fue licitada con la estipulación de que todos los materiales usados en la construcción del nuevo puente debían ser de origen inglés o de manufactura inglesa.
El contrato para un nuevo puente fue otorgado a Messrs Holloway Brothers (Londres), y los trabajos comenzaron en 1937.  Un puente peatonal que fue usado temporalmente mientras se volvía a desarrollar el Puente Chelsea entre 1935 y 1937, fue re-erigido al lado del Puente Wandsworth, y el puente existente fue demolido. El nuevo puente estaba previsto ser acabado en 1939; sin embargo, una escasez de acero durante los comienzos de la Segunda Guerra Mundial retrasó su apertura hasta el 5 de septiembre de 1940. Los paneles de acero que envolvían al puente fueron pintados en varios matices de azul para camuflarle de los ataques aéreos de los alemanes e italianos, colores que aun retiene. A pesar de ser uno de los puentes más usados en Londres, llevando más de 50,000 vehículos a diario, su combinación monótona de colores y diseño minimalista lo han llevado a ser descrito como «probablemente el puente menos notorio de Londres».

### Desarrollos posteriores

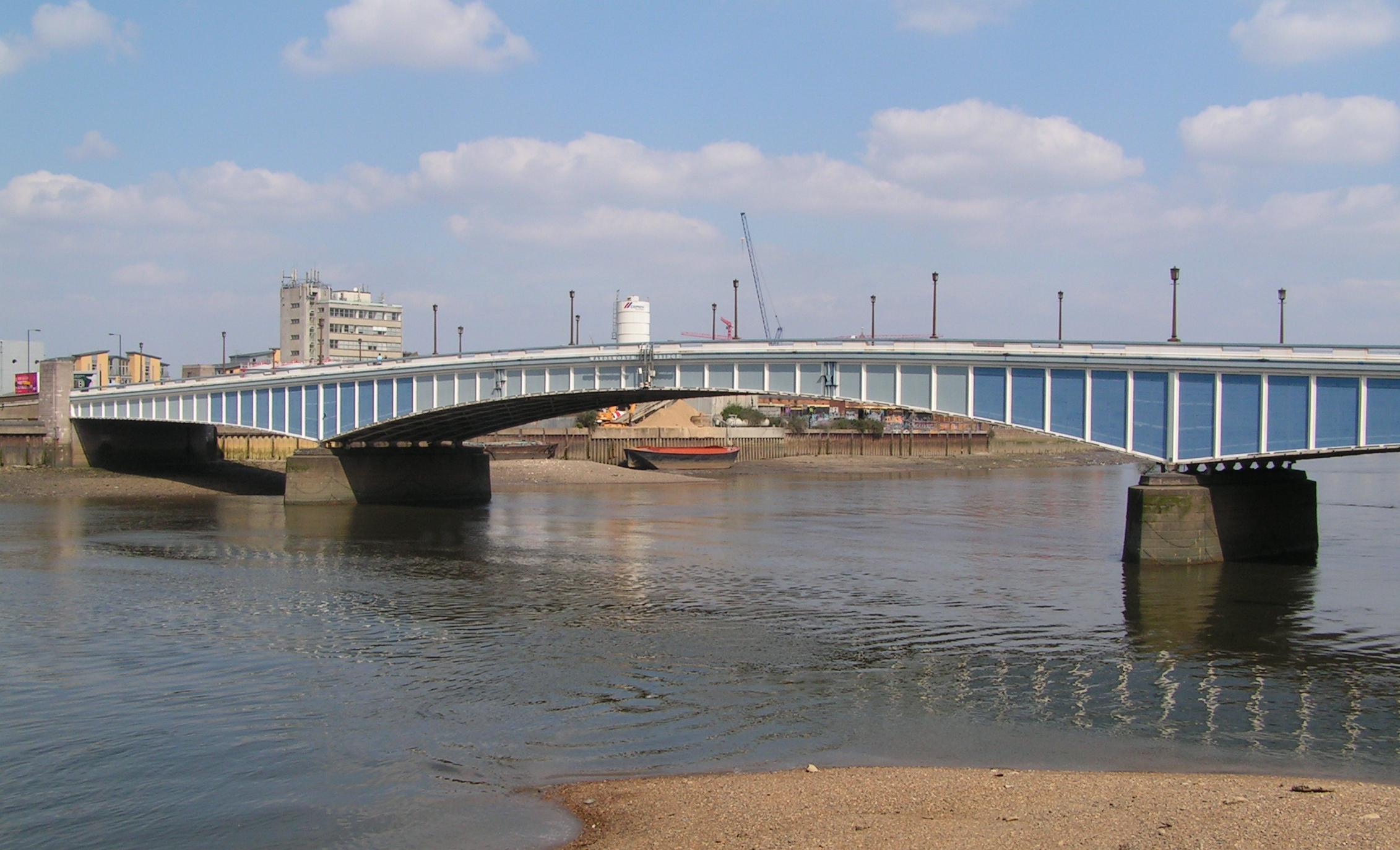
El Puente Wandsworth en la actualidad.

Históricamente, los caminos de acceso desde el sur han estado en mala condición y son difíciles de usar. En 1969 la Greater London Council construyó la ruta A214, una calzada doble de tres carriles (cada sentido) conectando la orilla sur del puente Wandsworth a Tooting. Inmediatamente después de la orilla sur del puente se encuentra una rotonda grande adyacente a la estación de ferrocarril de Wandsworth, donde se cruzan: la vía Bridgend  (A217), vía York (A3205), el camino Swandon (A217), y la vía Trinity (A214). Dicha rotonda es un ejemplo notable del diseño modernista de 1960, y fungió como el entorno para partes de  A Clockwork Orange en 1971. En 2007 se otorgó la aprobación de agregar a la plataforma del puente una serie de «llamas» cónicas de cristal de 12 metros, diseñados por el arquitecto Steven Lenczner, las cuales cambiarían de color con la marea. El coste, estimado fue de £800,000, y sería fondeado por una iniciativa privada.
El Puente Wandsworth ahora marca la frontera sobre el límite de velocidad que es impuesto en Támesis. El límite de 12 nudos (22 km/h) esta ahora en vigor desde Wandsworth a Margaretness, pero debido al número de remeros que usan los tramos superiores del río, todos las corrientes del río Támesis corriente-arriba del puente Wandsworth están sujetos al estrictamente obligados al límite de velocidad de 8 nudos (15 km/h)